# Aeroportul Smederevska Palanka
Aeroportul Smederevska Palanka (IATA: SPL, ICAO: LYSP) este un aeroport din Serbia ce deservește zona Smederevska Palanka. A fost numit după zona deservită.
Situat la o altitudine de 99 m, aeroportul dispune de o singură pistă.